# 416 av. J.-C.
Cette page concerne l'année 416 av. J.-C. du calendrier julien proleptique.

## Événements
- Printemps : 
  - Nicias et Alcibiade sont réélus stratèges à Athènes[1].
  - Alliance défensive entre Argos et Athènes[1].
- Mars : départ d'une expédition athénienne contre Mélos[1].
- Août : Alcibiade remporte le prix de la course de chars aux Jeux olympiques[1].

- 8 octobre[2] : à Rome entrée en fonction de tribuns militaires à pouvoir consulaire : Agrippa Menenius Lanatus, Publius Lucretius Tricipitinus, Spurius Rutilius Crassus, Lucius Servilius Structus[3].

- Hiver : 
  - Athènes prend Mélos, île dorienne qui refuse d’adhérer à la ligue de Délos[1]. Après un an de siège, les hommes sont tués, femmes et enfants sont réduits en esclavage tandis que la terre est répartie entre 500 clérouques[1].
  - En Sicile, Ségeste, attaquée par Sélinonte, fait appel à Athènes. Syracuse soutient Sélinonte dans son action.
  - Les Argiens et les Athéniens marchent contre Ornée où Sparte a établi des aristocrates argiens en exil ; ils emportent la ville d'assaut, et tuent ou chassent la garnison lacédémonienne et les exilés[1].
- Les Samnites s’emparent de Cumes (ou en 421 av. J.-C.)[4].

- Procès du philosophe Protagoras, inventeur de la sophistique, pour impiété (416-415 av. J.-C.)[5].
- Banquet donné en l'honneur d'Agathon, afin de fêter sa victoire lors du concours de tragédies aux Lénéennes, en présence de Socrate et Aristophane[6]. Xénophon et Platon en feront un compte rendu.